# Film City
Film City; oficialmente Dadasaheb Phalke Chitranagari es un complejo de estudios cinematográficos integrado situado cerca del parque nacional Sanjay Gandhi en Goregaon Este, Bombay en la India. Tiene varias salas de grabación, jardines, lagos, teatros y terrenos que sirven como sede de muchas películas de Bollywood y de la industria marati. Fue construido en 1977 por el gobierno estatal para brindar instalaciones y concesiones a la industria cinematográfica. El plan para Film City fue preparado y ejecutado bajo la dirección de V. Shantaram. Pasó a llamarse Dadasaheb Phalke Chitra Nagari en 2001 en memoria del primer productor, director y guionista de la India, Dadasaheb Phalke, considerado el padre de la industria cinematográfica india. Ha sido lugar de rodaje de casi todas las películas de Bollywood. Tiene muchos tipos de ubicaciones disponibles para rodajes, incluidos escenarios permanentes de un templo, prisión, tribunal, lago, montañas, fuentes, pueblos, lugares para pícnic, jardines y una cascada artificial.
Film City se extiende por más de 520 acres en los suburbios de Bombay y tiene aproximadamente 42 lugares de rodaje al aire libre y 16 estudios.

## Geografía
Film City está situado en el barrio Goregaon (Este) de Mumbai, cerca de la colonia Aarey. Está rodeado de selva. Los animales salvajes como los leopardos tienen su hábitat en esta jungla y, a veces, también se la llama jungla de Film City. Los avistamientos de leopardos son normales en esta zona. También se han informado algunos incidentes de ataques de leopardos a humanos. La selva, designada parque nacional, es un bosque protegido, pero el límite entre Film City y el parque nacional Sanjay Gandhi no está claramente definido. Se alegó que los terrenos de la colonia Aarey y el parque fueron vendidos de manera fraudulenta.

## Personal
En los ocho lugares de rodaje del estudio trabajan aproximadamente ochocientas personas cada día.

## Servicios

### Tours
En 2014, la junta de turismo de Maharashtra inició visitas guiadas al estudio y cada entrada costaba alrededor de ₹ 650.